# Canville-la-Rocque
Canville-la-Rocque é uma comuna francesa na região administrativa da Normandia, no departamento Mancha. Estende-se por uma área de 5,41 km². Em 2010 a comuna tinha 127 habitantes (densidade: 23,5 hab./km²).